# Sawdust
Sawdust é uma compilação de lados B, raridades e remixes da banda The Killers, lançado em 13 de novembro de 2007. O título foi revelado pela revista Rolling Stone em setembro. O primeiro single, "Shadowplay" (cover do Joy Division), foi lançado na iTunes Store dos Estados Unidos em 9 de outubro de 2007. Este álbum foi inspirado em outras coletâneas de B-sides como o disco The Masterplan do  Oasis, Hatful of Hollow do The Smiths e o Incesticide do Nirvana.

## Lançamento
O álbum estreou na posição #12 na Billboard 200, a principal parada musical dos Estados Unidos, ao vender mais de 82 000 cópias em sua primeira semana de vendas. Ele também alcançou a segunda posição no iTunes. Até a presente data, ele já vendeu mais de 1 milhão de cópias pelo mundo. As vendas nos Estados Unidos chega a quase 400 000 cópias. Sawdust também passou da marca das 350 000 unidades comercializadas no Reino Unido e recebeu uma certificação de platina. Ele também foi certificado como disco de platina na Irlanda, após vender mais de 15 000 cópias.
Em 2009, a canção "All The Pretty Faces" apareceu no jogo Guitar Hero 5.

## Faixas
| Críticas profissionais | Críticas profissionais |
| Pontuações agregadas   | Pontuações agregadas   |
| Fonte                  | Avaliação              |
| ---------------------- | ---------------------- |
| Metacritic             | (65/100)               |
| Avaliações da crítica  |                        |
| Fonte                  | Avaliação              |
| Allmusic               | [ 9 ]                  |
| BBC                    | (Favorável)            |
| Billboard              | (Favorável)            |
| Entertainment Weekly   | (B)                    |
| Metro                  | [ 13 ]                 |
| musicOMH               | [ 14 ]                 |
| NME                    | (6/10)                 |
| Now Magazine           | [ 16 ]                 |
| Pitchfork Media        | (5.5/10.0)             |
| Rolling Stone          | [ 18 ]                 |

| N.º            | Título | Compositor(es)                                         | Produtor(es)                             | Duração |  |
| 1.             | "Tranquilize" (Faixa não lançada do Sam's Town, re-gravado com Lou Reed.)                                                   | Brandon Flowers                                        | Flood, Alan Moulder, The Killers         | 3:45    |  |
| 2.             | "Shadowplay" (Cover do Joy Division)                                                                                        | Ian Curtis, Peter Hook, Stephen Morris, Bernard Sumner | The Killers                              | 4:07    |  |
| 3.             | "All the Pretty Faces" (B-side de "When You Were Young"/Faixa bônus do Sam's Town)                                          | Flowers, Dave Keuning, Mark Stoermer                   | Flood, Moulder, The Killers              | 4:46    |  |
| 4.             | "Leave the Bourbon on the Shelf" (Faixa não lançada do Hot Fuss.)                                                           | Flowers                                                | Stuart Price, The Killers                | 3:38    |  |
| 5.             | "Sweet Talk" (Faixa não lançada do Sam's Town)                                                                              | Flowers, Keuning, Stoermer, Ronnie Vannucci            | Flood, Moulder, The Killers, Price (add) | 4:19    |  |
| 6.             | "Under the Gun" (B-side de "Somebody Told Me")                                                                              | Flowers, Keuning                                       | Jeff Saltzman, The Killers               | 2:34    |  |
| 7.             | "Where the White Boys Dance" (Faixa bônus da versão britânica e australiana de Sam's Town; b-side de "When You Were Young") | Flowers                                                | Flood, Moulder, The Killers              | 3:26    |  |
| 8.             | "Show You How" (Versão estendida da canção do single "Somebody Told Me" single)                                             | Flowers                                                | Saltzman, The Killers                    | 2:46    |  |
| 9.             | "Move Away" (Inicialmente seria lançado na trilha sonora do filme Spider-Man 3. Gravada durante as sessões doSam's Town)    | Flowers, Keuning, Stoermer                             | Flood, Moulder, The Killers              | 3:50    |  |
| 10.            | "Glamorous Indie Rock and Roll" (Nova gravação da canção lançada no Hot Fuss)                                               | Flowers, Keuning, Stoermer, Vannucci                   | Saltzman, The Killers                    | 4:17    |  |
| 11.            | "Who Let You Go?" (Nova gravação do b-side de "Mr. Brightside")                                                             | Flowers, Keuning, Stoermer, Vannucci                   | Saltzman, The Killers                    | 3:43    |  |
| 12.            | "The Ballad of Michael Valentine" (Da versão americana do single "Somebody Told Me" e do Hot Fuss)                          | Flowers, Keuning                                       | Saltzman, The Killers                    | 3:50    |  |
| 13.            | "Ruby, Don't Take Your Love to Town" (Cover de Mel Tillis gravado para o single "Smile Like You Mean It")                   | Mel Tillis                                             | The Killers                              | 3:05    |  |
| 14.            | "Daddy's Eyes" (Do single "Bones"/Faixa bônus de Sam's Town)                                                                | Flowers                                                | Flood, Moulder, The Killers              | 4:15    |  |
| 15.            | "Sam's Town (Abbey Road Version)" (Do single "For Reasons Unknown")                                                         | Flowers                                                | The Killers, Ted Sablay                  | 3:44    |  |
| 16.            | "Romeo and Juliet" (Cover do Dire Straits gravado no Abbey Road para o single "For Reasons Unknown")                        | Mark Knopfler                                          | The Killers, Ted Sablay                  | 5:28    |  |
| 17.            | "Mr. Brightside" (Remix do Jacques Lu Cont)/"Questions with the Captain" (faixa oculta)" (Do single "Mr. Brightside")       | Flowers, Keuning                                       | Saltzman, The Killers                    | 10:35   |  |
| Duração total: | Duração total: | Duração total:                                         | Duração total:                           | 70:12   |  |

| Faixa bônus | |         |  |
| N.º         | Título | Duração |  |
| 18.         | "Change Your Mind" (Do Hot Fuss versão americana (Faixa bônus na Austrália, Nova Zelândia, Irlanda e Reino Unido))  | 3:11    |  |
| 19.         | "Read My Mind" (remix de Gabriel & Dresden" (Do "Read My Mind" single (United States iTunes pre-order bonus track)) | 8:50    |  |

## Pessoal

### The Killers
- Brandon Flowers - vocal, sintetizadores
- Dave Keuning - guitarra, backing vocal
- Mark Stoermer - baixo, backing vocal
- Ronnie Vannucci - bateria, percussão, backing vocal

### Músicos adicionais
- Lou Reed - vocal e guitarra (1)
- Mpho Manye - backing vocals (1)
- Tamara Robinson - backing vocal (1)
- Journi Gallwey - backing vocal (1)
- Andy Savours - guitarra extra (2)

### Pessoal de gravação
- Floor - produtor (1, 3), gravação (3), mixagem (3)
- Alan Moulder -  produtor  (1, 3), gravação (3), mixagem (1, 2, 3)
- The Killers - produtor  (1, 2, 3, 4)
- Stuart Price - produtor  (4), produção (5)
- TJ Doherty - gravação (1)
- Max Dingel - gravação (2)
- Mark Gray - gravação (2), engenheiro musical (3)
- Andy Savours - gravação (2), engenheiro de mixagem (3)
- Neeraj Khajanchi - engenheiro musical (3)
- Corlene Byrd - engenheiro musical (4)

## Paradas e certificações
| Paradas                         | Melhor posição |
| ------------------------------- | -------------- |
| Alemanha (Media Control Charts) | 53             |
| Austrália (ARIA Charts)         | 6              |
| Áustria (Ö3 Austria Top 40)     | 35             |
| França (SNEP)                   | 93             |
| Irlanda (Irish Albums Chart)    | 13             |
| Nova Zelândia (RIANZ)           | 18             |
| Noruega (VG-lista)              | 29             |
| Suíça (Schweizer Hitparade)     | 33             |
| Reino Unido (UK Albums Chart)   | 7              |
| Estados Unidos (Billboard 200)  | 12             |

| País        | Certificador | Certificação | Vendas   |
| ----------- | ------------ | ------------ | -------- |
| Austrália   | ARIA         | Ouro         | 35,000+  |
| Irlanda     | IRMA         | Platina      | 15,000+  |
| Reino Unido | BPI          | Platina      | 300,000+ |

## Prêmios
| Ano  | Cerimônia             | Prêmio                         | Resultado |
| ---- | --------------------- | ------------------------------ | --------- |
| 2008 | Shockwaves NME Awards | Melhor Álbum                   | Nomeado   |
| 2008 | NME Awards            | Álbum Indie/Alternativo do Ano | Nomeado   |